# Ministère du Commerce national
Le ministère du Commerce national ou Mincom (Ministerio del Poder Popular de Comercio nacional, en espagnol, littéralement, « ministère du Pouvoir populaire de Commerce national ») est un ministère du gouvernement du Venezuela. Sa titulaire actuelle est l'avocate Dheliz Álvarez depuis le 19 octobre 2021. Il a été créé sous le nom de ministère du Commerce intérieur en août 2018. Il existait auparavant, un ministère du Commerce jusqu'en 2015, année de sa dissolution.

## Chronologie
Le ministère est créé le par le président Nicolás Maduro sous le nom de ministère du Commerce intérieur avec à sa tête le premier titulaire, William Contreras le 27 août 2018.

## Compétences
C'est dans un contexte de crise économique que le ministère est créé en 2018, afin d'accompagner les mesures économiques qui doivent être prises, selon le chef de l'État Nicolás Maduro. Celles-ci sont dénoncées, notamment sur le site de l'encyclopédie en ligne hispanophone Poderopedia, qui considère qu'elles sont rejetées par les économistes et les citoyens vénézuéliens en raison de leurs conséquences sur l'inflation, notamment la dévaluation de la monnaie, l'augmentation du salaire minimum et l'augmentation de quatre points de la taxe sur la valeur ajoutée (TVA) qui passe à 16 %.

## Liste des ministres

### Ministre du Commerce national
| Image | Nom                           | Parti | Début           | Fin             |
| ----- | ----------------------------- | ----- | --------------- | --------------- |
|       | Luis Antonio Villegas Ramírez |       | 2025            |                 |
|       | Luis Antonio Villegas Ramírez |       | 2024            | 2025            |
|       | Dheliz Álvarez                |       | 2023            | 2024            |
|       | Antonio Morales               |       | 2023            | 2023            |
|       | Dheliz Álvarez                |       | 19 octobre 2021 | 2022            |
|       | Eneida Laya                   |       | 21 octobre 2019 | 19 octobre 2021 |

### Ministre du Commerce intérieur
| Image | Nom               | Parti | Début        | Fin             |
| ----- | ----------------- | ----- | ------------ | --------------- |
|       | William Contreras |       | 27 août 2018 | 21 octobre 2019 |